# Пирогов Микола Іванович

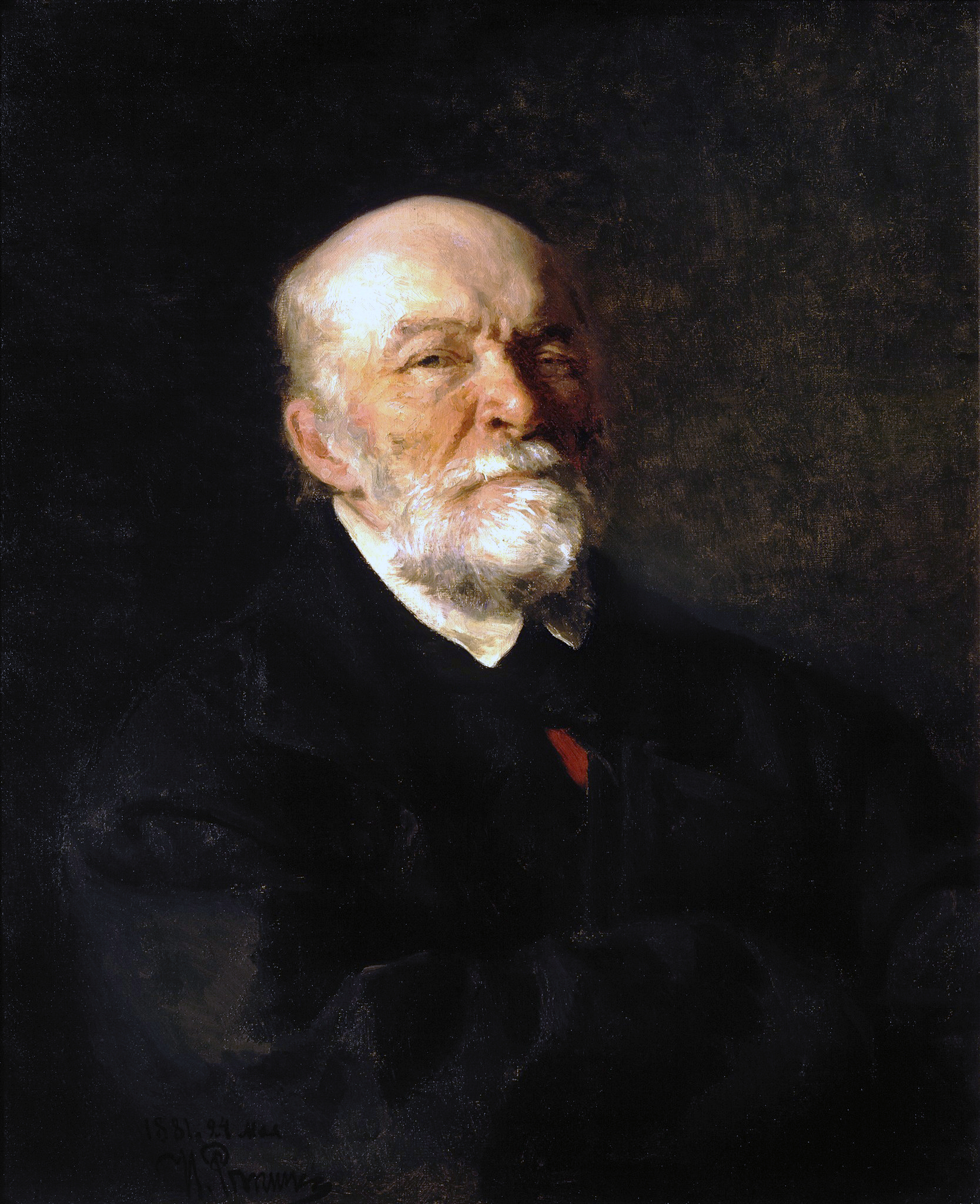
Микола Пирогов (портрет І. Рєпіна 1881 р.)

Пирого́в Мико́ла Іва́нович (13 (25) листопада 1810, Москва — 23 листопада (5 грудня) 1881, Вінниця) — видатний хірург, анатом і педагог. Створив перший атлас топографічної анатомії людини, засновник військово-польової хірургії, започаткував використання анестезії при оперативних втручаннях. Доктор медицини, професор, член-кореспондент Санкт-Петербурзької академії наук, таємний радник.

## Життєпис
Народився у Москві в сім'ї військового чиновника, був тринадцятою дитиною в сім'ї. Початкову освіту здобув удома. З 1822 до 1824 року навчався в приватному пансіоні.
14-річним юнаком вступив на медичний факультет Московського університету. Отримавши диплом, ще декілька років вчився за кордоном.
Навчався у Дерптському університеті (зараз університет міста Тарту, Естонія). На той час цей університет вважався найкращим у Російській імперії. Тут, у хірургічній клініці, Пирогов пропрацював 5 років, блискуче захистив докторську дисертацію, йому присудили науковий ступінь доктора медицини. У віці 26 років Миколу Пирогова обрали професором Дерптського (Тартуського) університету. Під час докторантури він брав участь у ліквідації епідемії холери, побачив багато смертей від неї, на основі цього зробив багато замальовок посмертних змін у м'язах померлих від холери, які згодом згрупував у відповідному атласі.
Через кілька років Миколу Пирогова запросили до Петербурга, де він очолив кафедру хірургії в Медико-хірургічній Академії. Одночасно Пирогов керував організованою ним клінікою госпітальної хірургії. Оскільки в обов'язки Пирогова входило навчання військових хірургів, він зайнявся вивченням поширених у ті часи хірургічних методів. Багато з них докорінно переробив. Крім того, Пирогов розробив низку цілком нових прийомів, завдяки чому йому вдавалося частіше, ніж іншим хірургам, уникати ампутації кінцівок. Один із таких прийомів й досі називають «операцією Пирогова».
У пошуках дієвого методу навчання вирішив застосувати анатомічні дослідження на заморожених трупах. Сам Пирогов це називав «льодяною анатомією». Так народилася нова медична дисципліна — топографічна анатомія. Через кілька років такого вивчення анатомії Пирогов видав перший анатомічний атлас під назвою «Топографічна анатомія, ілюстрована розтинами, проведеними через заморожене тіло людини в трьох напрямах», який став незамінним посібником для лікарів-хірургів. З цього часу хірурги дістали можливість оперувати, завдаючи мінімальних травм хворому. Цей атлас і запропонована Пироговим методика стали основою всього подальшого розвитку оперативної хірургії.

### Військовий хірург
1847 року поїхав на Кавказ, де російська армія вела війну проти місцевих горян. Тут він хотів перевірити в польових умовах розроблені ним операційні методи. На Кавказі він вперше застосував перев'язку бинтами, просоченими крохмалем. Крохмальна перев'язка виявилася зручнішою та міцнішою за накладення лубків, які застосовували до того.
Тут, в аулі Салти, вперше в історії медицини почав оперувати поранених з етеровим знеболенням в польових умовах. Загалом провів близько 10000 операцій під етеровим наркозом.
1855 року, під час Кримської війни, був головним хірургом обложеного англо-французько-османськими військами Севастополя. Оперуючи поранених, Пирогов вперше в історії світової медицини застосував гіпсову пов’язку, що прискорило процес загоєння переломів і позбавило багато солдатів та офіцерів викривлення кінцівок.
Під час облоги Севастополя для догляду за пораненими Пирогов скористався допомогою сестер милосердя, частина яких приїхала на фронт з Петербурга. Це теж було нововведенням на той час.

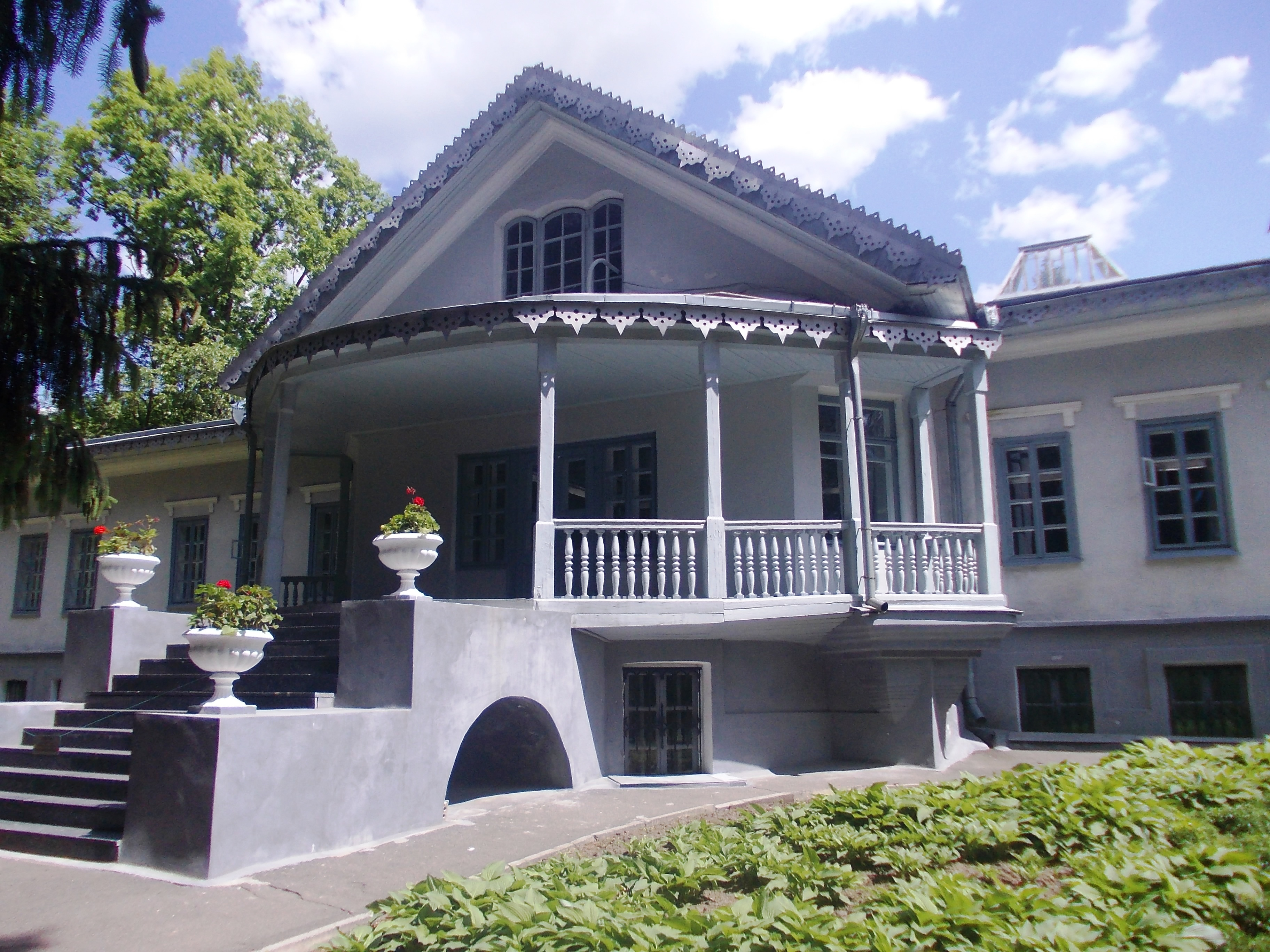
Національний музей-садиба Миколи Пирогова у Вінниці

### Педагогічна діяльність
Повернувшись до Петербурга, Пирогов на прийомі в Олександра II доповів царю про негаразди в армії. Цар не став прислухатися до нього, і з цієї миті Пирогов попав у немилість і його «заслали» до Одеси на посаду опікуна Одеського і Київського навчальних округів. Там він спробував реформувати систему шкільної освіти, яка тоді існувала. Такі його дії призвели до конфлікту з владою і йому довелося залишити свою посаду.
Наступні три роки (з 1859 р.) опікувався Київським навчальним округом. Видав правила, які регламентували провини учнів, правила виключення учнів з навчальних закладів. І у Києві, де майже всі учні скуштували різок, сталося нечуване: за свідоцтвом професора Бунге, з 1859 до 1861 року тільки одного учня було покарано. 11 жовтня 1859 року в Києві за допомогою Миколи Івановича було відкрито першу в царській Росії недільну школу для дорослих. Того ж 1859 р. запропонував проєкт видання українського букваря з застосуванням латинки, до чого влада поставилася несхвально.

### Хірургічна практика
У травні 1862 року Микола Пирогов прибув до Гейдельберга, куди його скерували для керівництва російськими кандидатами у професори, які навчалися закордоном. Пирогов надавав різну допомогу, в тім числі медичну, кандидатам, членам їхніх сімей, друзям. Він надав також медичну допомогу Джузеппе Гарібальді, про що той згадував у своїх «Мемуарах». Це викликало незадоволення російської і австрійської влади.
Де б не був Микола Пирогов, він проводив безплатну хірургічну діяльність, при цьому усі мали стояти в одній черзі. Відомим є факт, що якось на прийом до Пирогова приїхав калузький губернатор із дружиною Олександрою Смирновою-Россет, однак лікар порадив їм стати в загальну чергу. Красуня-губернаторша спочатку лаялася, потім розвернулася й поїхала, щоб … повернутися й стати в чергу.

### Останні роки життя
У розквіті творчих сил Пирогов усамітнився в своєму невеликому маєтку «Вишня» неподалік Вінниці, де побудував гарний будинок, аптеку, лікарню та сад екзотичних рослин, які садив сам. Жив за чітким розпорядком: прокидався на світанку, робив довгу пішу прогулянку, чай, робота в саду, у стайні чи птахівниці. Сніданок — одна страва та міцна кава. Далі огляд хворих, прийом пацієнтів. Заробляючи до кінця своїх днів медичною практикою, Микола Іванович двічі на тиждень з восьмої ранку до восьмої вечора приймав бідняків безкоштовно. Після операції він завжди ховав руки в кишені, щоб йому не надумали платити. Для успішного спілкування з місцевим населенням Микола Іванович вивчив українську мову, яку використовував у повсякденній роботі[джерело?].
Він ненадовго виїжджав з маєтку тільки за кордон, а також на запрошення Петербурзького університету для читання лекцій (на цей час Пирогов вже був членом кількох іноземних академій). Відносно надовго Пирогов лише двічі покидав маєток: перший раз у 1870 році під час французько-прусської війни, будучи запрошеним на фронт від імені Міжнародного Червоного Хреста; і другий раз у 1877–1878 рр. — вже в досить літньому віці — кілька місяців працював на фронті під час російсько-османської війни.
Помер 23 листопада 1881 року від раку.

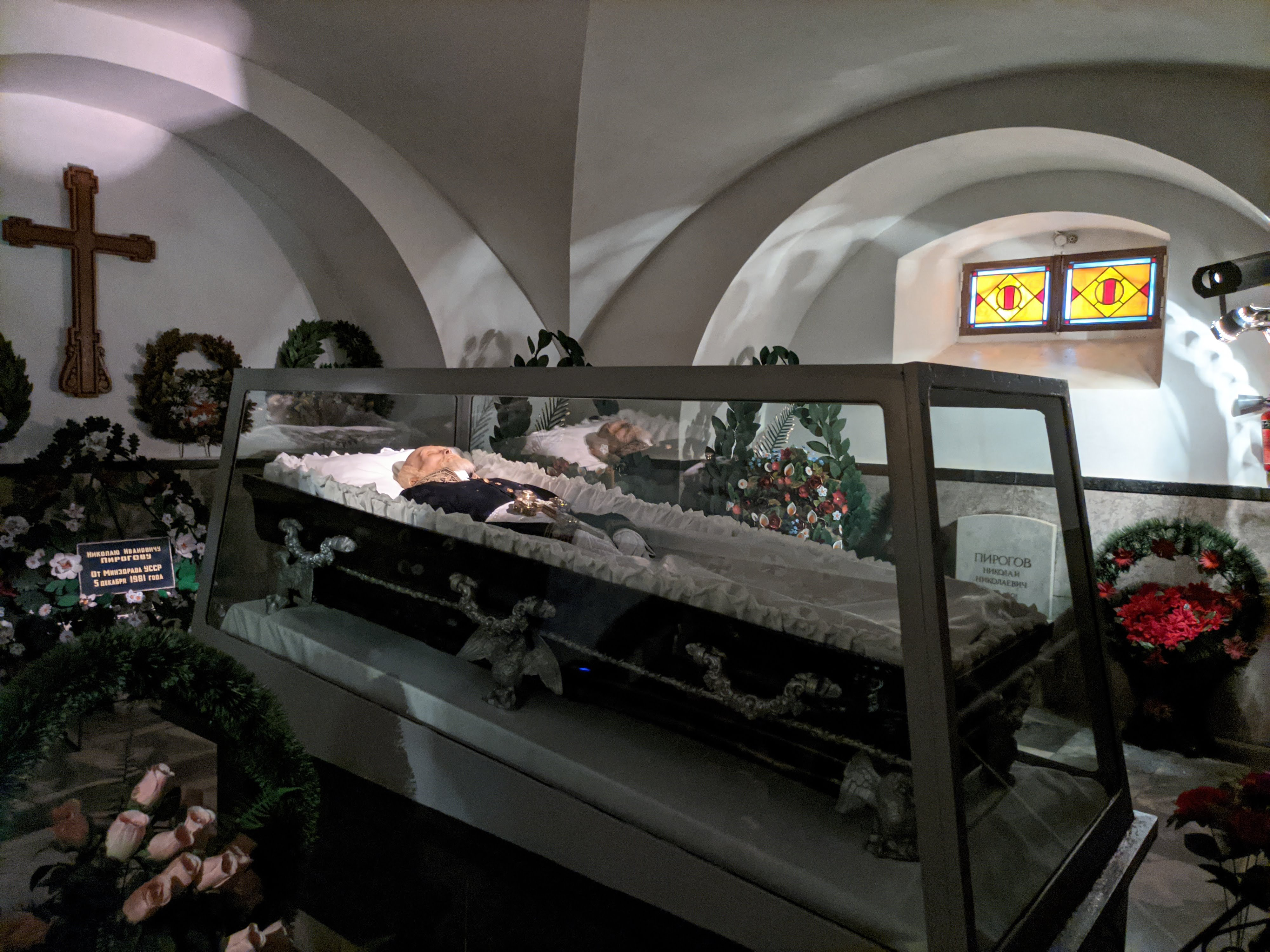
Труна з набальзамованим тілом Миколи Пирогова у скляному саркофазі в крипті церкви-усипальниці.

Набальзамоване тіло зберігається у склепі церкви біля будинку-музею Миколи Пирогова у Вінниці.

## Значення
Основне значення діяльності Пирогова полягає в тому, що своєю самовідданою і здебільшого безкорисливою працею він перетворив хірургію на науку, озброївши лікарів науково обґрунтованою методикою оперативного втручання.
Найважливішою заслугою Пирогова є запровадження цілком нового методу догляду за пораненими. Він полягав у тому, що поранених ретельно відбирали вже на першому перев'язувальному пункті і залежно від тяжкості поранень одні з них підлягали негайній операції в польових умовах, а інших, з легшими пораненнями, евакуювали вглиб країни для лікування в стаціонарних військових шпиталях. Тобто Микола Пирогов запропонував тактику медичного сортування, яку продовжують застосовувати у випадку великих боїв і сьогодні. Пирогова справедливо вважають засновником спеціального напряму в хірургії, відомого як військова хірургія.

## Основні видання праць
- Собрание сочинений: в 8 т. — М. : Медгиз, 1957—1962. — Т. 1—8.
- Собрание литературно-педагогических статей, 1858—1861. — К. : Ун-т тип., 1861. — 353 с.
- Избранные педагогические сочинения. — М. : Изд-во АПН РСФСР, 1953. — 750 с.
- Избранные педагогические сочинения. — М. : Педагогика, 1985. — 496 с.
- Вопросы жизни: дневник старого врача, писанный исключительно для самого себя, но не без задней мысли, что может быть когда-нибудь прочтет и кто другой (сельцо Вишня). — СПб. : Тип. Балашова, 1885. — 464 с.
- Вопросы жизни: (из трудов Н. И. Пирогова и В. Я. Данилевского). — X. : Форт, 2004. — 86 с. — ISBN 966-7097-99-4.
- Речи к студентам и евреям. — СПб. ; М. ; Варшава ; К. : Книгоиздательство «Правда», 1906. — 16 с.

## Сім'я
- Перша дружина — Катерина Березіна. Померла від ускладнень після пологів у віці 24 років. Сини — Микола, Володимир.
  - правнучка — Наталя Пирогова-Зибенко (1903—1995), донька лікаря та міського голови Ковеля Миколи Пирогова. Дівчина закінчила Українську господарську академію у Чехословаччині, приятелювала з Оленою Телігою, а з родиною Донцових її сім'я навіть породичалася. Під час радянської окупації була серед в'язнів тюрми на Бригідках[7].
- Друга дружина — баронеса Олександра фон Бістром.[8]

## Вшанування пам'яті
На честь М. І. Пирогова назвали астероїд — 2506 Пирогов (англ. 2506 Pirogov).

### Україна
- У селі Пирогово (в межах міста Вінниця) збереглася усипальниця з церквою, де покоїться його забальзамоване тіло.
- У Вінниці збереглась садиба-музей Пирогова, яку він купив, переселившись у Вінницю.
- На честь М. І. Пирогова назвали Вінницький національний медичний університет.
- Вулиця Пирогова — найдовша вулиця Вінниці (8 км), йде повз садибу Миколи Пирогова.
- Центральна міська лікарня Севастополя носить ім'я Миколи Івановича.
- Ім'я М. І. Пирогова носив Одеський медичний інститут (зараз Одеський державний медичний університет)
- Пам'ятник у Кропивницькому де він працював під час Кримської війни
- Вулиця Пирогова в Києві проходить від станції метро «Університет» до вулиці Богдана Хмельницького.
- Також у частині міст України є вулиця Пирогова.
- У місті Одеса є вулиця Пироговська та провулок Пироговський.
- Теплохід С-506 у Вінниці (тип, як на Тернопільському озері) назвали на честь Миколи Пирогова.
- У Чернігові заснували щорічну медичну премію імені Пирогова, його ім'я носить вулиця, де розташоване велике лікарняне містечко (дві лікарні для дорослих, дитяча лікарня, дитяча поліклініка, санстанція, станції переливання крові та швидкої допомоги)
- На честь 200-річчя з дня народження Національний банк України відкарбував срібну ювілейну монету «Микола Пирогов» номіналом 5 гривень.

|                                            |
| Українська монета «Микола Пирогов», реверс |

|                                                                  |
| Пам'ятник на території Фортеці Святої Єлисавети у Кропивницькому |

|                                             |
| Пам'ятник на території його музею у Вінниці |

|                            |
| Пам'ятник в центрі Вінниці |

|                                                                         |
| Меморіальна дошка Миколі Пирогову у Києві (бульвар Тараса Шевченка, 14) |

### Росія
- Ім'я Миколи Пирогова носить Російський Державний Медичний Університет
- У Москві ім'ям М. І. Пирогова назвали дві вулиці. У районі Великої й Малої Пироговських вулиць у Москві зосереджені навчальні й адміністративні корпуси, а також клінічні бази РДМУ і ММА ім. Сєченова.
- У Санкт-Петербурзі Пироговська набережна — набережна Малої Невки від Літейного до Гренадерського моста. На набережну виходять фасади Військово-медичної Академії.
- У П'ятигорську є будівля, що носить назву «Пироговські ванни», де отримували бальнеолікування (бальнео-фізіотерапевтичні процедури) за методом, розробленим М. І. Пироговим. Ця лікарня діє донині.
- У Новосибірську Академмістечку вулиця Пирогова — одна з головних вулиць, де розташовані університет, фізико-математична школа та гуртожитки.
- У Самарі його ім'ям назвали міську лікарню.
- У Оренбурзі ім'я М. І. Пирогова носить одна з міських лікарень.
- Медичний центр Мурманська носить його ім'я.
- Вулиці Пирогова є у Вологді, Чебоксарах, Воронежі, Ставрополі.
- 1947 року на кіностудії «Ленфільм» зняли художній фільм «Пирогов».
- 2020 року засновано державну нагороду «Орден Пирогова», яким нагороджуються за медичні заслуги (самовідданість при наданні медичної допомоги в умовах надзвичайних ситуацій, епідемій, військових дій та інших обставин, заслуги в галузі практичної медичної діяльності й високоефективну організацію роботи з діагностики, профілактики та лікування особливо небезпечних захворювань)[9]

|                                          |
| Російська монета «Н. И. Пирогов», реверс |

|                                                                       |
| Бюст М. І. Пирогову при вході в Пироговські ванни в місті П'ятигорськ |

|                                                                |
| Барельєф Пирогова на лікарні швидкої медичної допомоги в Софії |

### Болгарія
- У країні спорудили 26 обелісків, 3 ротонди і пам'ятник М. І. Пирогову в Скобелевському парку в Плевені. У селі Бохот, на тому місці, де стояла російська 69-а військово-тимчасова лікарня, створили парк-музей «М. І. Пирогов».[10]
- Коли 1951 року в Софії створили першу в Болгарії лікарню швидкої медичної допомоги, її назвали ім'ям М. Пирогова. Пізніше лікарня багато разів змінювала ім'я, але барельєф Пирогова при вході залишається на місці.
- 14 жовтня 1977 в Болгарії випустили поштову марку «100 років з дня прибуття до Болгарії академіка Миколи Пирогова».[11]

### Естонія
Парк та пам'ятник у місті Тарту.

## У мистецтві
- «Хірург Микола Пирогов» — портрет та погруддя Іллі Рєпіна, 1881.
- «Зустріч Пирогова на Курському вокзалі Москви 1881 року» — картина Іллі Рєпіна, 1881.
- «Пирогов» — фільм Григорія Козінцева, 1947.
- «Чудесный доктор» — оповідання Олександра Купріна, 1897.
- «Рассказы о Пирогове» — повісті Юрія Германа[en], 1941 та 1968.